# Kvetiapin
A kvetiapin (Quetiapin eredeti írásmóddal) az  atípusos  antipszichotikumok közé sorolható gyógyszer, melyet szkizofrénia és  bipoláris zavar mániás szakaszainak kezelésében használnak.

## Gyógyszerhatás
A kvetiapin és egy aktív metabolit, az N-dezalkil kvetiapin, a neurotranszmitter receptorok széles skálájával lép interakcióba. A kvetiapin és az N-dezalkil kvetiapin affinitást mutat az agyi szerotonin (5HT2)- és dopamin D1- és D2 -receptoraihoz. A kvetiapin szelektivitása az 5HT2 receptorok iránt nagyobb, mint a D2 receptorok iránt, ami a kvetiapin antipszichotikus hatásával és a ritkábban jelentkező extrapiramidális mellékhatásával (EPS) jár. Továbbá az N-dezalkil kvetiapin magas affinitást mutat az norepinefrin transzporterhez (NET). A kvetiapin és N-dezalkil kvetiapin nagy affinitást mutat a hisztaminerg és az adrenerg 1 receptorokhoz is, alacsonyabb affinitást mutat az adrenerg 2 és szerotonin 5HT1A receptorokhoz. Nem ismert, hogy az N-dezalkil-kvetiapin metabolit milyen mértékben járul hozzá embereknél a kvetiapin farmakológiai hatásához. A kvetiapin nem mutat affinitást a kolinerg, a muszkarinerg és a benzodiazepin receptorokhoz.
A kvetiapin hatásos az antipszichotikus hatást vizsgáló tesztekben, mint például a kondicionált elkerülés során. Szintén gátolja a dopamin-agonisták hatását, amely mérhető akár viselkedés alapján, akár elektrofiziológiailag, ezen kívül megemeli a dopamin metabolitok koncentrációját, ami a D2 receptor blokkolás neurokémiai jele. 
Preklinikai vizsgálatokban, amikor a kvetiapin esetleges EPS-t okozó hatását vizsgálták, a szokásos antipszichotikumoktól eltérő, atípusos profilt mutatott. A kvetiapin tartós alkalmazása során sem tapasztaltak dopamin D2 receptor érzékenység-növekedést. A kvetiapin hatékony dopamin D2 receptor blokkoló adag alkalmazása esetén is csak gyenge catalepsiát okoz. A kvetiapin hatása szelektív a limbikus rendszerre, mert hosszantartó alkalmazás után a mesolimbikus A10 neuronok depolarizációs gátlását eredményezi, ugyanakkor a nigrostriatalis A9 dopaminerg neuronokban (melyek a motoros funkciók kivitelezésében érintettek) ez a hatás nem tapasztalható.
A kvetiapin aluszékonyságot okozó hatását a hisztamin (H1) receptorokhoz való magas affinitása magyarázhatja. 
Hasonló módon a kvetiapin kezelés során észlelt orthostatikus hipotóniát a magas adrenerg 1 receptor affinitás magyarázhatja. 
Az EPS-t kiváltó hatással rendelkező szerek csak kismértékben okoznak tardív dyskinesiát is.

## Külső hivatkozások
- MedlinePlus summary
- NAMI summary
- Internet Drug List summary
- Compound #1802: Quetiapine ChemBank
- Intranasal Quetiapine Abuse